# Ричард Дикс
Ричард Дикс (енгл. Richard Dix; 18. јул 1893 — 20. септембар 1949) је био амерички глумац.